# Eduardo Delfín Corvera
Eduardo Delfín Corvera  (13 de septiembre de 1924 - Antofagasta, 11 de mayo de 2009), fue un dirigente   sindical y político Chileno, exalcalde de Calama.

## Vida pública
Fue dirigente sindical en Chuquicamata, de la Confederación de Trabajadores del Cobre. 
Militó en el Partido Radical de Chile.
Fue elegido alcalde de la ciudad de Calama para el periodo 1959 a 1962. Posteriormente fue elegido regidor por la misma comuna periodos (1962-1965), (1965-1968), (1968-1971) y (1971-1973).
Candidato a diputado en 1969 por Antofagasta, El Loa, Tocopilla y Taltal, no resultando electo.

## Historia Electoral

### Elecciones parlamentarias de 1969
- Elecciones Parlamentarias de 1969 para la 2ª Agrupación Departamental, Antofagasta.[2]

| Candidato                       | Partido | Votos  | Resultado |
| ------------------------------- | ------- | ------ | --------- |
| Sergio de los Rios Matthews     | PN      | 1.924  |           |
| Víctor Contreras Wallies        | PN      | 1.303  |           |
| Jorge Chacón Villarroel         | PN      | 281    |           |
| Elisa González Vda. De Elizalde | PN      | 563    |           |
| Hugo Toro Martínez              | PN      | 631    |           |
| Enrique Cuadra Gazmuri          | PN      | 1.218  |           |
| José Granada Robles             | PN      | 430    |           |
| Hugo Robles Robles              | PC      | 8.727  | Diputado  |
| Osvaldo Tello Gómez             | PC      | 2.674  |           |
| Mario Riquelme Muñoz            | PC      | 3.858  | Diputado  |
| Alfredo Iriarte Iriarte         | PC      | 1.413  |           |
| Juan Álvarez Ávalos             | PC      | 1.449  |           |
| Lucy Casali Castillo            | PADENA  | 1.029  |           |
| Guillermo Bagioli Miquel        | PADENA  | 59     |           |
| Santiago Siglic Cuellar         | PADENA  | 202    |           |
| Carlos Zúñiga Ibarra            | PADENA  | 56     |           |
| Julio Lizama Cercovic           | PADENA  | 41     |           |
| Zonia Chiang Valenzuela         | PADENA  | 284    |           |
| Juan S. Espinoza Cortéz         | PADENA  | 54     |           |
| Francisco Martínez Checura      | USOPO   | 1.934  |           |
| Germán Sandoval Calderón        | USOPO   | 1.613  |           |
| Luis Villalobos Lemus           | USOPO   | 4.338  |           |
| Eduardo Clavel Amión            | PR      | 10.442 | Diputado  |
| Pedro Chulak Pizarro            | PR      | 1.574  |           |
| Carlos Sobarzo Rebolledo        | PR      | 678    |           |
| Luis Lagos Astorga              | PR      | 46     |           |
| Rubén Soto Gutiérrez            | PR      | 2.505  | Diputado  |
| Eduardo Delfín Corvera          | PR      | 1.948  |           |
| Rubén Piñones Carrizo           | PS      | 685    |           |
| Bruno Zamora Maravoli           | PS      | 262    |           |
| Domingo Claps Gallo             | PS      | 1.086  |           |
| José Flores Flores              | PS      | 163    |           |
| Jorge Soto López                | PS      | 300    |           |
| Alejandro Rodríguez Rodríguez   | PS      | 1.642  |           |
| Juan Argandoña Cortés           | PDC     | 4.706  | Diputado  |
| Ernesto Corvalán Sánchez        | PDC     | 2.573  |           |
| Floreal Recabarren Rojas        | PDC     | 6.339  | Diputado  |
| Pedro Araya Ortíz               | PDC     | 4.003  | Diputado  |
| Horacio Marull Perreta          | PDC     | 3.193  |           |
| Total de votos válidos          |         | 73.026 |           |